# Arne Anderson
Arne W Anderson, född 1930 i Norrköping, är en svensk konstnär. 
Anderson studerade vid Hovedskous målarskola i Göteborg Konstfackskolan och på Valands målarskola.
Hans konst består av koloristiska landskap och människostudier.
Anderson är representerad i ett flertal kommuner och landsting.